# William Cockburn
William Hastings „Bill” Cockburn (Toronto, Ontario, 1902. március 1. – Winnipeg, Manitoba, 1975. március 21.) olimpiai bajnok kanadai jégkorongozó kapus.
A Winnipeg Hockey Club kapusa volt és 1931-ben megnyerték az Allan-kupát, amiért a kanadai amatőr jégkorongcsapatok szálltak harcba. Ennek köszönhetően képviselhették Kanadát az 1932. évi téli olimpiai játékokon, a jégkorongtornán, Lake Placidban, mint a kanadai jégkorong-válogatott. Csak négy csapat indult. Oda-visszavágós rendszer volt. Az amerikaiakat legyőzték 2–1-re, majd 2–2-es döntetlent játszottak. A németeket 5–0-ra és 4–1-re győzték le, végül a lengyeleket 10–0-ra és 9–0-ra verték. Ez az olimpia világbajnokságnak is számított, ezért világbajnokok is lettek. 5 mérkőzésen védett és 2 shutoutja volt. Ő volt a csapatkapitány.
2004-ben beválasztották a Manitoba Sports Hall of Fame-be és tagja a Manitoba Hockey Hall of Fame-nek is.